# Deceneo (sovrano)
Deceneo è una figura della mitologia dei Geti e dei Daci, sovrano divino. Era considerato il predecessore di Zalmoxis. La sua figura è da non confondersi con il gran sacerdote Deceneo menzionato nel Getica dello storico goto Giordane  (V 39).